# Прокопьев, Поликарп Петрович
Поликарп Петрович Прокопьев (17 марта 1925, село Старые Мадики, Ядринский уезд, Чувашская АССР — 24 января 1997, Тюмень) — организатор сельскохозяйственного производства, председатель колхоза «Большевик». Герой Социалистического Труда (1971).

## Биография
Родился 17 марта 1925 года в крестьянской семье в селе Старые Мадики Ядринского уезда Чувашской АССР (сегодня — Моргаушский район Республики Чувашия). В 1928 году его родители переселились в Нижнетавдинский район Тюменской области. Проживали на хуторе Баитово. С раннего детства участвовал в домашнем хозяйстве.
Участвовал в Великой Отечественной войне с 1942 года. Воевал в составе 98-й гвардейской воздушно-десантной дивизии. До 1950 года служил в армии пограничником и до 1954 года — в органах госбезопасности. После работал журналистом в газете «Тюменская правда». В феврале 1963 года, когда он был студентом IV курса Тюменского сельскохозяйственного института, его назначили председателем колхоза «Большевик» Нижнетавдинского района Тюменской области. Этот колхоз вывел в передовые сельскохозяйственные производства Тюменской области.
8 апреля 1971 года был удостоен звания Героя Социалистического Труда за выдающиеся успехи, достигнутые в развитии сельскохозяйственного производства и выполнение пятилетнего плана продажи государству продуктов земледелия и животноводства.

## Память
- Именем Поликарпа Прокопьева названа одна из улиц в Тюмени[1].
- Именем Поликарпа Прокопьева назван благотворительный фонд в Тюмени[2].

## Сочинения
- Интенсивный откорм телят (1966)
- Земля. Люди. Урожай (1976)

## Награды
- Герой Социалистического Труда — указом Президиума Верховного Совета СССР от 8 апреля 1971 года
- Орден Ленина (дважды: 1966, 1971)
- Орден Красного Знамени
- Орден Отечественной войны I степени (1985).
- Орден Красной Звезды (09.04.1945)
- Медаль «За отвагу» (23.03.1945)